# Leonardo Gutiérrez
Leonardo Gutiérrez, né le 16 mai 1978 à Marcos Juárez, est un joueur de basket-ball argentin.

## Palmarès

### Jeux olympiques d'été
- Médaille d'or aux Jeux olympiques de 2004 à Athènes, en Grèce
- Médaille de bronze aux Jeux olympiques de 2008 à Pékin, en Chine

### Championnat du monde
- Médaille d'argent du Championnats du monde 2002 à Indianapolis, aux États-Unis